# Station Hartford
Hartford is een spoorwegstation van National Rail in Cheshire West and Chester in Engeland. Het station is eigendom van Network Rail en wordt beheerd door West Midland Trains. 

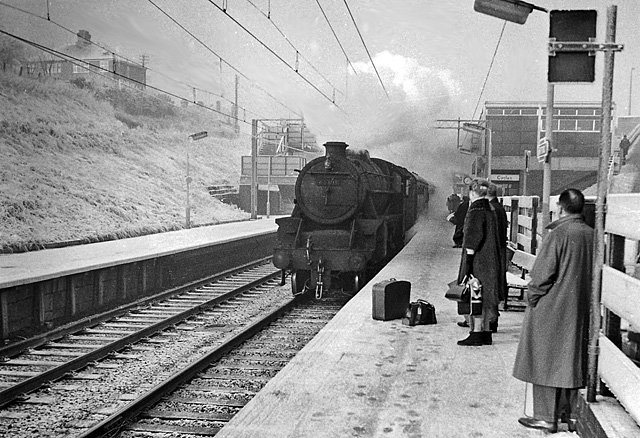
1961
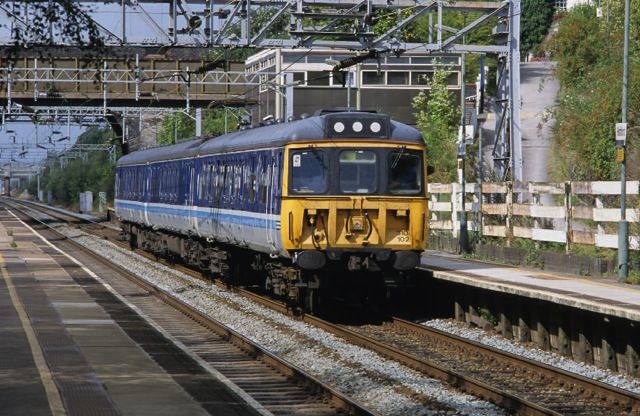
1999